# Sylvestre Mudacumura
Sylvestre Mudacumura (geb. 1954 in Gisenyi, Ruanda-Urundi; gest. 18. September 2019, Demokratische Republik Kongo) war militärischer Kommandeur der Forces Démocratiques de Libération du Rwanda. Vom Internationalen Strafgerichtshof war er wegen Kriegsverbrechen und Verbrechen gegen die Menschlichkeit gesucht. Am 18. September 2019 wurde er von Einheiten der kongolesischen Armee erschossen.

## Belege
1. ↑  lh/uh: Gesuchter Kriegsverbrecher im Kongo getötet. In: DW.COM. 18. September 2019, abgerufen am 19. September 2019.

| Personendaten    | Personendaten                |
| ---------------- | ---------------------------- |
| NAME             | Mudacumura, Sylvestre        |
| KURZBESCHREIBUNG | ruandischer Kommandeur       |
| GEBURTSDATUM     | 1954                         |
| GEBURTSORT       | Gisenyi, Ruanda-Urundi       |
| STERBEDATUM      | 18. September 2019           |
| STERBEORT        | Demokratische Republik Kongo |